# ’t Hooft-Polyakov-Monopol
Der ’t Hooft-Polyakov-Monopol ist ein topologisches Soliton ähnlich zum Dirac-Monopol, jedoch ohne den Dirac-String. Es ergibt sich aus den Yang-Mills-Gleichungen und der Kopplung an ein Higgs-Feld, beschrieben durch die erweiterten Yang-Mills-Higgs-Gleichungen, wobei die Eichgruppe bei dessen spontaner Symmetriebrechung durch den Higgs-Mechanismus auf eine Untergruppe reduziert wird. Mit hinreichender Entfernung nähert sich der ’t Hooft-Polyakov-Monopol wieder dem Dirac-Monopol an. Benannt ist der ’t Hooft-Polyakov-Monopol nach dem niederländischen Physiker Gerard ’t Hooft und dem russischen Physiker Alexander Markowitsch Poljakow, welche diesen im Jahr 1974 unabhängig voneinander entdeckten.